# 連合国名誉旗
連合国名誉旗（れんごうこくめいよき、United Nations Honour Flag）は、第二次世界大戦中の連合国および連合国が目指す平和を象徴する旗である。1942年10月にブルックス・ハーディングがデザインしたもので、フランクリン・D・ルーズベルトが1941年1月に行った「4つの自由」演説に触発されたものである。1943年6月13日から1948年頃までは、1942年1月の連合国共同宣言に署名した各国という意味での連合国(United Nations)を表す旗としても使用されていた。しかし、連合国を基礎として1945年に設立された組織としての国際連合の正式な旗（1946年に別の旗を採用）にはならなかった。

## 歴史

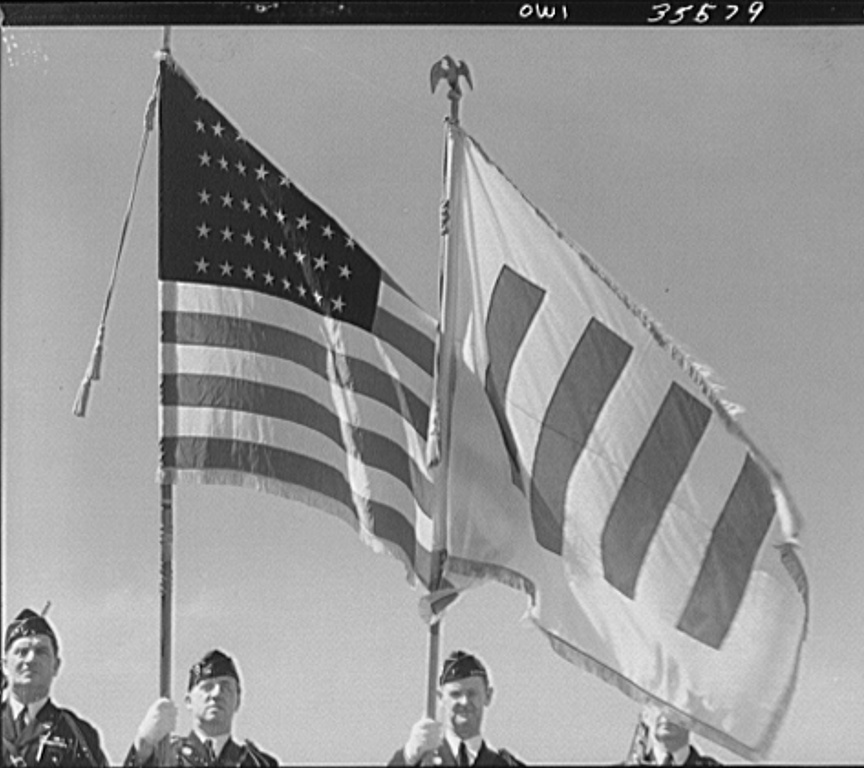
星条旗と名誉旗を掲げるアメリカ兵（1943年）

1941年12月、イギリス首相ウィンストン・チャーチルがアルカディア会談で連合国共同宣言に署名するためにアメリカに滞在していた時、アメリカ人のブルックス・B・ハーディング（1896-1959） が、「絶対的勝利」(Absolute Victory)というスローガンと"Victory"の頭文字"V"を浮き彫りにした革細工をホワイトハウスに届け、そのときにチャーチルとアメリカ大統領フランクリン・D・ルーズベルトの知己を得た。チャーチルは、何か連合国のシンボルになるものが必要だとハーディングに言った。
1942年10月、ハーディングは6種類の旗のデザインを持ってワシントンD.C.へ向かった。国務省での会議で、旗のデザインを審議する委員会がないため、29か国すべての署名国から個別に承認を得なければならないことを知った。チェコスロバキア大使館のウラジミール・パリック一等書記官との面談の結果、4つの棒のデザインが最も適切な候補であると判断された。その後、29か国全ての国がこのデザインに同意した。ただし、この旗は組織の公式の旗としてではなく、国民や政府の象徴として使用されることが決定された。
1943年6月、ダンバートン・オークスにおいて、全ての署名国の駐在武官の臨席のもとでこの旗が掲揚された。また、名誉旗は、1943年8月の大西洋憲章週間中に、ワシントンD.C.市内の民間のビルでも掲揚され、戦争中は国章の副旗としても掲揚された。徐々に多くの政府機関で掲揚され、国連の様々な機関に配布されるようになり、ニュージーランドを皮切りにいくつかの国で正式に採用された。アメリカ合衆国上院での動議により、ヨーロッパ戦勝記念日（V-Eデー）を祝うために全米の多くの町でこの旗が掲揚された。サンフランシスコ会議では金色がモチーフとなっていたため、旗に描かれる棒も金色になっていた。一部の国では緑や青の棒が好まれた。
別名として、「友好の旗」(Friendship Flag)、「自由の旗」(Freedom Flag)、「親善の旗」(Goodwill Flag)、「四つの自由の旗」(Flag of Four Freedoms)などがある。この旗は、第二次世界大戦の連合軍の象徴とされている。
1947年に提案された国際連合の旗は、国際連合の紋章の背景に連合国名誉旗を配したものだった。最終的に採用された国際連合の旗は、水色の背景が使用された。ハーディングは、国際連合の紋章とそれ以前の名誉旗を組み合わせた「国際連合権限旗」(United Nations Authority Flag)の提案を1947年1月20日に国連に提出したが、1947年8月に撤回した。